# アブドルラヒーム・ゴヴァーヒー
アブドルラヒーム・ゴヴァーヒー（ペルシア語: عبدالرحیم گواهی Abdolrahīm Govāhī、英語: Abdolrahim Gavahi、1944/45年 - ）は、宗教学、神秘主義、哲学の教授であり、政界での経歴も持っている。また、モハンマドタギー・ジャアファリーの薫陶を受けた教え子の中でも最古参に属する。2000年8月から2002年7月にかけて経済協力機構（ECO）の事務総長を務め、日本、スウェーデン、ノルウェー、フィンランドに駐箚するイラン大使を務めたこともある。バーザルガーン政権では、首相首席補佐官と副首相を務めていた。
ゴヴァーヒーはアリーアクバル・モイーンファル石油大臣の下で石油副大臣を務めていたことがあり、イラン商工鉱業農業会議所の会頭や政治組織エンジニア・イスラム学会の書記に就任していたこともある。彼は現在、世界宗教研究所の所長であり、イラン科学アカデミーで未来予測の研究チームを率いている。

## 教育
ゴヴァーヒーは1966年にアーバーダーン工科大学（現・石油工科大学）を卒業し、1973年にハーバード・ビジネス・スクールのイラン分校で経営学修士（MBA）を取得、1986年にはスウェーデンのウプサラ大学で宗教学のPh.D.（博士水準の学位）を取得した。

## 日本との関係
1982年から1987年まで、ゴヴァーヒーは駐日イラン大使を務めていた。長らくイランと日本の文化関係の強化に努めたことを評価され、2010年春の叙勲の受賞者に選ばれて、同年5月7日、鳩山由紀夫首相の手渡しで旭日重光章を受章した。ゴヴァーヒーの授かった旭日重光章は、革命前の皇帝モハンマド・レザー・パフラヴィーが1958年の訪日時に受賞した大勲位菊花章頸飾に次いで、日本からイラン人に授与された勲章の中では2番目に序列の高い勲章である。尚、後任のモハンマドホセイン・アーデリー駐日イラン大使も、2014年春の叙勲で旭日重光章を受章している。